# صنوبر کالیفرنیایی
صنوبر کالیفرنیایی (نام علمی: Populus trichocarpa) نام یک گونه از سرده صنوبر است.